# Lido Isle
Lido Isle ist eine künstliche Insel von Newport Beach im US-Bundesstaat Kalifornien. Sie liegt geschützt in der Newport Bay, einer Bucht mit Verbindung zum Pazifischen Ozean. Die von der Stadt umgebene Insel wurde 1906 eingemeindet.
Außer einer kleinen Imbissbude gibt es auf Lido Isle keine gewerblichen Betriebe. Die einzige Verbindung zum Festland gewährleistet eine schmale Brücke. Auf dem kleinen Eiland wohnen etwa 1.800 Menschen.

## Geschichte
Im Jahre 1904 wurde Henry Huntington ein Geschäftspartner von William S. Collins in der sogenannten Newport Beach Company. Als Gegenleistung für die Erweiterung der Pacific Electric Railway nach Newport Beach erhielt Huntington einen Quadratkilometer Land. Dazu gehörte auch eine Sandbank, die zunächst als Electric Island bekannt wurde. Der Name wurde später in Pacific Electric Island und schließlich in Huntington Island geändert. 
Ein gewisser W. K. Parkinson kaufte die Insel 1923 der Eisenbahngesellschaft für 45.000 US-Dollar ab. Zuvor hatte er mit Ölfunden bei  Bakersfield ein Vermögen gemacht. Parkinson investierte mehr als eine Viertelmillion US-Dollar in Baumaßnahmen, ließ den Hafen ausheben und benutzte den Aushub zur Schaffung einer künstlichen Insel. Zur Erschließung der Eilandes wurden eine Brücke, Straßen und Schiffsanlegestellen errichtet.
Das Vorhaben war eine der ersten Plansiedlungen in Kalifornien und sollte im europäischen Stil gehalten sein. Nachdem die Aufschüttung abgeschlossen war, wurde die Insel auf den Namen Lido Isle getauft. Dies geschah zu Ehren des Strandes Lido di Venezia bei Venedig. Da man den mediterranen Charakter der Insel bewahren wollte, wurden die Straßen nach am Mittelmeer gelegenen Städten benannt, so zum Beispiel Via Genoa, Via Ithaca und Via Nice. Die meisten Häuser sind bis heute in einem entsprechenden Baustil gehalten.

## Lido Isle Club House
Der geographische wie gesellschaftliche Mittelpunkt der Insel ist das Lido Isle Club House. Die Einrichtung beherbergt mehrere Klubs und Vereine, darunter auch den Lido Isle Yacht Club. Über das gesamte Stadtgebiet von Newport Beach verstreut finden sich insgesamt neun weitere Yachtclubs.